# Werner Eisbrenner

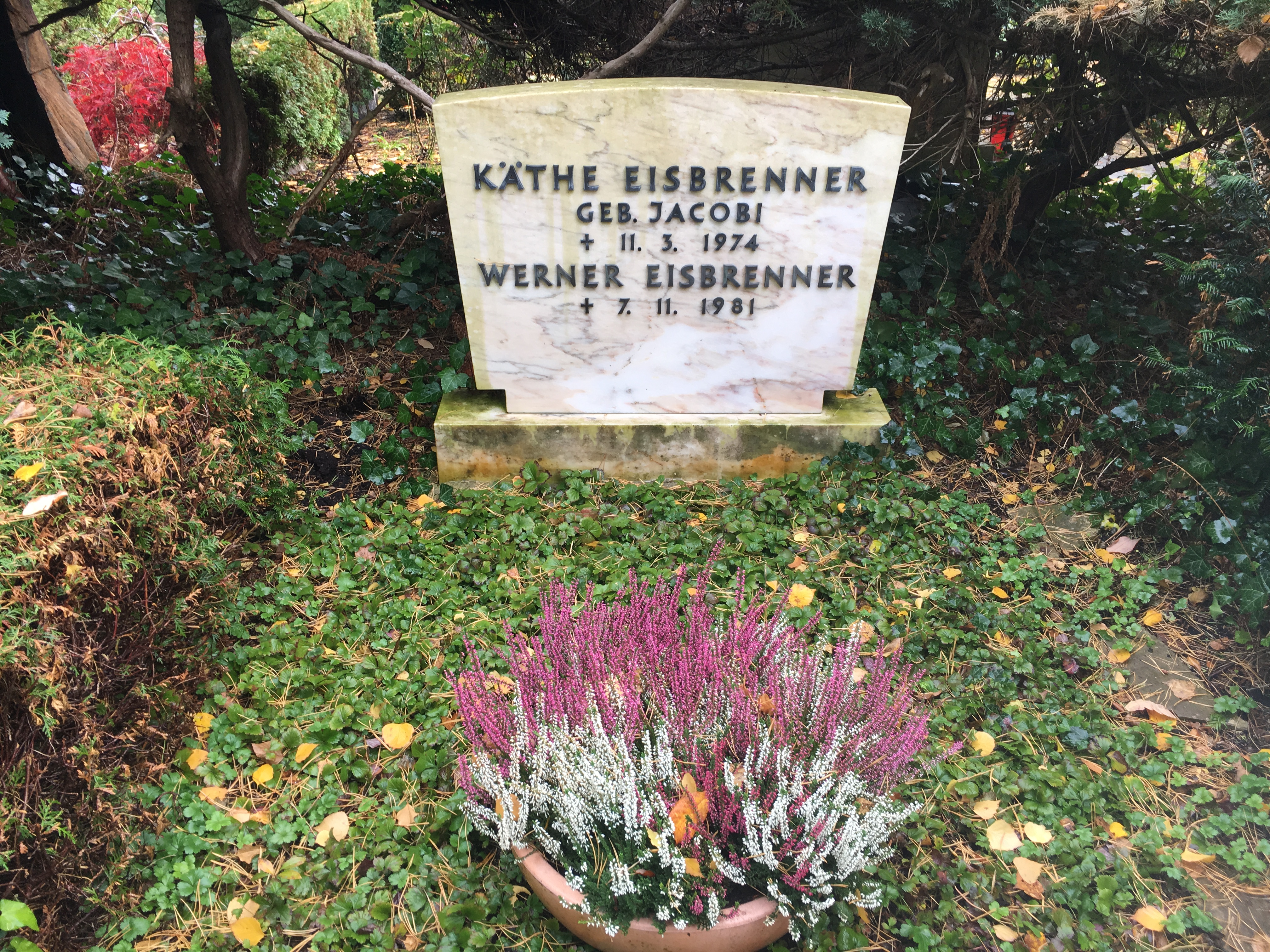
Tumba de Werner Eisbrenner

Werner Eisbrenner (2 de diciembre de 1908 - 7 de noviembre de 1981) fue un compositor alemán, conocido principalmente por su trabajo con bandas sonoras cinematográficas.

## Biografía
Su nombre completo era Werner Friedrich Emil Eisbrenner, y nació en Berlín, Alemania. Eisbrenner estudió entre 1927 y 1929 educación musical y música religiosa en la Universidad de las Artes de Berlín. Más adelante trabajó como pianista, arreglista, director de banda y director de orquesta, componiendo también conciertos para violín y para música orquestal, así como la comedia musical Von Hand zu Hand. 
Eisbrenner se hizo fundamentalmente conocido como compositor cinematográfico. Fue muy conocida su música para la película de Hans Albers Große Freiheit Nr. 7. Pero Eisbrenner también trabajó para la radio y la televisión. Igualmente, fue director de una institución privada para la enseñanza musical, especialmente de la música religiosa. En 1974 recibió el Premio Filmband in Gold de los Deutscher Filmpreis por su trayectoria en el cine alemán. 
Werner Eisbrenner falleció en Berlín en el año 1981. Fue enterrado en el Cementerio Waldfriedhof Dahlem de esa ciudad. Su patrimonio musical se encuentra conservado en el Archivo de Compositores Alemanes del Centro Europeo para las Artes Hellerau, en Dresde.

## Filmografía (bandas sonoras)
- 1934 : Ritter wider Willen
- 1935 : Der höhere Befehl
- 1936 : Donogoo Tonka
- 1937 : Gewitterflug zu Claudia
- 1937 : 2 × 2 im Himmelbett
- 1938 : Frauen für Golden Hill
- 1938 : Die Lokomotivenbraut
- 1938 : Großalarm
- 1938 : Männer soll man nicht alleine lassen
- 1938 : Träume sind Schäume
- 1938 : Pitty
- 1938 : War es der im 3. Stock?
- 1939 : Mariquilla Terremoto
- 1939 : Fräulein
- 1940 : Zwischen Hamburg und Haiti
- 1940 : Kriminalkommissar Eyck
- 1941 : Oh, diese Männer
- 1941 : Ich bin gleich wieder da
- 1942 : Zwischen Himmel und Erde
- 1943 : Titanic
- 1943 : Die beiden Schwestern
- 1943 : Die goldene Spinne
- 1943 : Romanze in Moll
- 1944 : Ich hab' von dir geträumt
- 1944 : Träumerei
- 1944 : Große Freiheit Nr. 7
- 1945 : Shiva und die Galgenblume
- 1945 : Der stumme Gast
- 1945 : Dr. phil. Doederlein
- 1946 : Freies Land
- 1946 : Sag’ die Wahrheit
- 1947 : Zugvögel
- 1947 : Razzia
- 1947 : Zwischen gestern und morgen
- 1948 : Menschen in Gottes Hand
- 1948 : Wege im Zwielicht
- 1948 : Die Söhne des Herrn Gaspary
- 1948 : Danke, es geht mir gut
- 1948 : Berliner Ballade
- 1949 : Diese Nacht vergeß ich nie
- 1949 : Martina
- 1949 : Das Fräulein und der Vagabund
- 1949 : Der Bagnosträfling
- 1950 : Dieser Mann gehört mir
- 1950 : Mathilde Möhring
- 1950 : Vier Treppen rechts
- 1950 : Der Fall Rabanser
- 1950 : Herrliche Zeiten
- 1950 : Der fallende Stern
- 1950 : Melodie des Schicksals
- 1951 : Blaubart
- 1952 : Nachts auf den Straßen
- 1952 : Herz der Welt
- 1952 : Ich heiße Niki
- 1952 : Im weißen Rößl
- 1953 : Ein Herz spielt falsch
- 1953 : Solange Du da bist
- 1953 : Jonny rettet Nebrador
- 1954 : Gefangene der Liebe
- 1954 : Der letzte Sommer
- 1954 : Eine Liebesgeschichte
- 1954 : Geständnis unter vier Augen
- 1955 : Die Ratten
- 1955 : Der Cornet – Die Weise von Liebe und Tod
- 1955 : Griff nach den Sternen
- 1955 : Kinder, Mütter und ein General
- 1955 : Der letzte Mann
- 1955 : Die Frau des Botschafters
- 1956 : Studentin Helene Willfüer
- 1956 : Vor Sonnenuntergang
- 1956 : Spion für Deutschland
- 1956 : Mein Vater, der Schauspieler
- 1957 : Banktresor 713
- 1957 : Der gläserne Turm
- 1957 : Herrscher ohne Krone
- 1958 : … und nichts als die Wahrheit
- 1959 : Ich werde dich auf Händen tragen
- 1959 : Kriegsgericht
- 1959 : Buddenbrooks
- 1959 : Abschied von den Wolken
- 1960 : Die Botschafterin
- 1960 : Der letzte Zeuge
- 1960 : Sturm im Wasserglas
- 1961 : Barbara
- 1965 : Förster Horn (serie TV)
- 1966 : Weiß gibt auf (telefilm)
- 1968 : Die Klasse (telefilm)